# Balakong
Balakong is een stad in de Maleisische deelstaat Selangor.
Balakong telt 860 inwoners.